# Raksha Bandhan

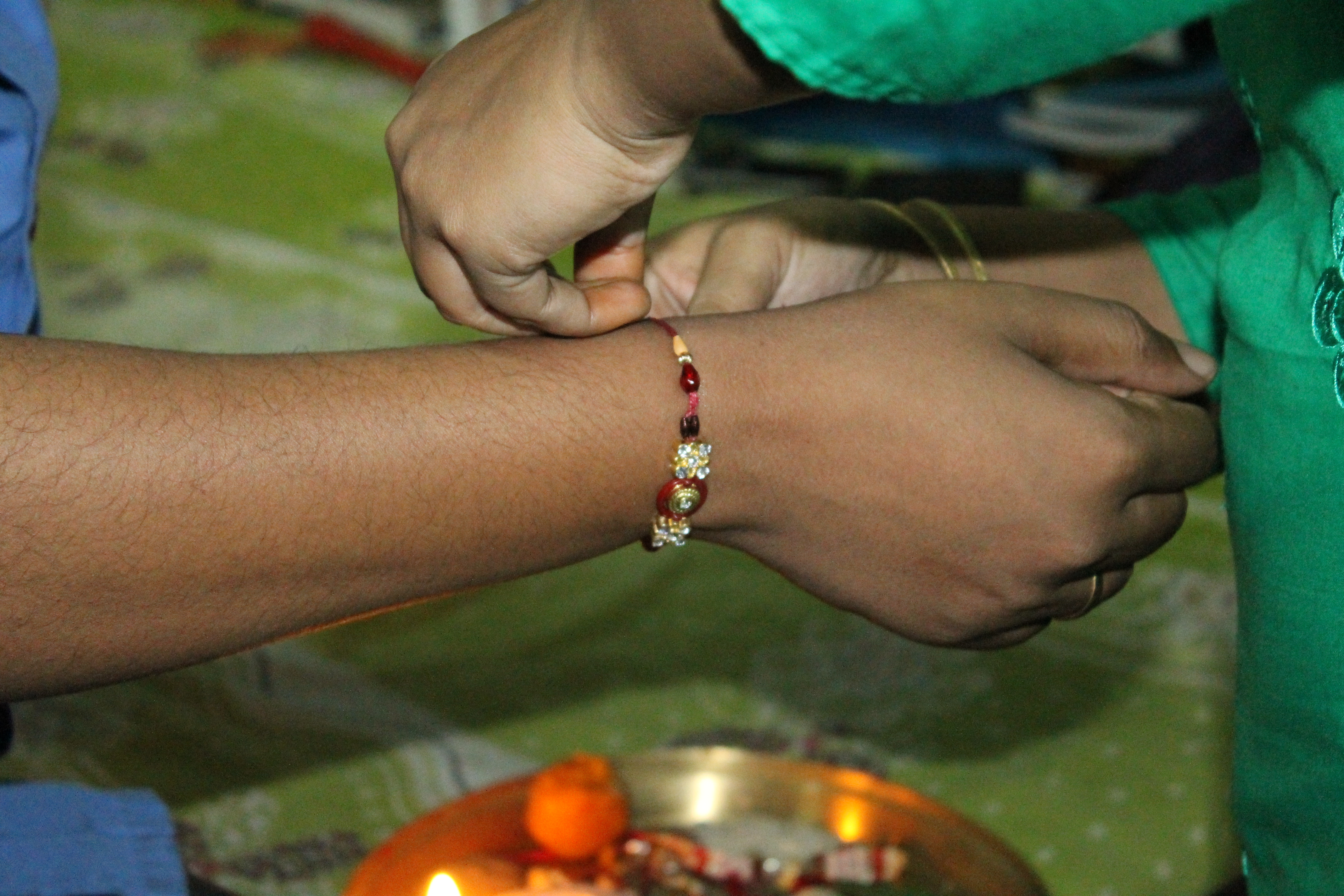
Ein Rakhi wird um das Handgelenk geknüpft

Raksha Bandhan (Hindi, m., रक्षाबंधन, rakśā bandhan, wörtl.: „schützende Verbindung“) 
auch Rakhi Purnima (Purnima wörtl: Vollmond) oder einfach Rakhi genannt, ist ein wichtiger Feiertag im Hinduismus. Besonders im Norden von Indien populär findet er nach hinduistischem Mondkalender an einem Vollmondtag im Monat Shravana statt, nach westlichem Kalender meist Anfang August.

## Das Fest
Hauptsächlich feiert man den Tag als Fest der geschwisterlichen Verbindung. So knüpfen Frauen und Mädchen ihrem Bruder rituell ein gesegnetes Band, ein Rakhi, um das Handgelenk. Mit diesem meist dekorativen Baumwoll- oder Seidenband, das vorher einige Zeit auf dem Hausaltar liegt, drückt sie schwesterliche Liebe sowie ihren Segen aus. Sie tupft ihm dabei einen Segenspunkt auf die Stirn und schwenkt segnend ein Öllicht vor ihm. Er dagegen überreicht ihr ein kleines Geschenk und verspricht ihr seinen Beistand im Leben. Ist der Bruder fern, etwa in einer anderen Stadt, erhält er sein Rakhi mit Segenswünschen per Post.

## Bhai Dooj, Bhau Beej und Bhai Phota
Wie von allen indischen Feiertagen gibt es auch von Raksha Bandhan Variationen: 
In manchen Gegenden feiert man dieses Fest als Bhau Beej (in Marathi) oder Bhai Dooj (in Hindi) am zweiten Tag nach Diwali, dem Lichterfest im Herbst. 
Bhai bedeutet Bruder, Dooj nennt man den zweiten Tag nach Neumond. Im indischen Bundesstaat Punjab etwa knüpft man zum Raksha Bandhan im August nur das Band, der feierlichen Verleihung des Segenspunktes auf die Stirn dagegen ist ein eigener Tag, Bhai Dooj, gewidmet. In einer Tika-Zeremonie tupft die Schwester ihrem Bruder Safran und Reismehl als Punkt auf die Stirn, schwenkt segnend das Öllicht und spricht dazu ihre Segenswünsche. Auch in Bengalen feiert man das Bruder-Schwester-Fest nicht im August, sondern als Bhatri Dwitya oder Bhai Phota zwei Tage nach Diwali. Der Bruder erhält erst an diesem Tag ein Rakhi und dazu den schwesterlichen Segen mit einem Punkt von Kajal, dem Ruß verbrannter Butter, auf die Stirn.

## Bedeutung
Nicht nur der leibliche Bruder, auch Cousins zählen als Brüder. Frauen und Mädchen haben das Recht, jeden von ihr gewählten Burschen oder Mann auf diese Weise zu „binden“. Das Band macht sie für immer zu Rakhi-Bruder und Rakhi-Schwester. Nach uralter Sitte verpflichtet es ihn ihr gegenüber zu lebenslangem Schutz. Ein Rakhi soll nicht nur vor körperlichem Unheil bewahren, sondern auch vor Krankheit und Sünde. Da das Band gleichzeitig Reinheit symbolisiert, schließt die Rakhi-Beziehung ein Liebesverhältnis oder romantische Gefühle auf erotischer Ebene aus. Frauen setzen es darum noch heute oft als Zeichen ein, wenn sie eine Freundschaft bewahren, aber keine Liebesgeschichte akzeptieren wollen.
Die „schützende Verbindung“ durch ein Rakhi ist aber nicht grundsätzlich auf ein Bruder-Schwester Verhältnis beschränkt. In einigen Traditionen, etwa in Nepal, erhalten Gläubige, Frauen ebenso wie Männer, an diesem Rakhi Purnima das schützende Band von ihrem Priester oder Guru. In der indischen Unabhängigkeitsbewegung setzte man es sogar als Instrument zum Frieden ein. So organisierte der bengalische Dichter Rabindranath Tagore im Jahr 1905 Raksha Bandhan Veranstaltungen, damit sich die zerstrittenen Hindus und Moslems gegenseitig ein Rakhi umknüpfen und damit Geschwisterlichkeit und Solidarität betonen sollten.

## Geschichte und Mythologie
Mit der Poesie dieser Bruder-Schwester Beziehungen beschäftigen sich indische Dichter in unzähligen romantischen Erzählungen, Liedern und Gedichten. Man kennt Geschichten von Königen, die sogar ihr Leben opferten, um ihre Rakhi-Schwester zu beschützen. Manche scheinen geschichtliche Ereignisse zu sein wie der populäre Bericht über eine Fürstin: 
- Rani Karnavati, die Fürstin von Chittor, soll im 16. Jh. angesichts einer feindlichen Bedrohung dem moslemischen Herrscher Humayun ein Rakhi geschickt haben. Dieser eilte sofort zu ihrer Unterstützung. Da er aber zu spät kam und ihr Reich zerstört war, nahm sich Rani Karnavati das Leben.
- Welche große Bedeutung diesem Brauch schon in der Vergangenheit zukam, veranschaulicht auch die Überlieferung von Alexander dem Großen, der im vierten Jahrhundert v. u. Z.  nach Indien kam und seine Schreckensherrschaft verbreitete. Seine Frau soll in einer aussichtslosen Lage an den König Porus ein Rakhi geschickt haben, der ihr daraufhin Hilfe versprach. Er verzichtete schließlich darauf, den verhassten Alexander im Kampf zu töten, obwohl er dazu Gelegenheit gehabt hätte.

Verschiedene Mythen erzählen, wie sogar die Götter auf den schwesterlichen Segen angewiesen waren. 
- Danach konnte Indra, der König des Himmels, den Sieg über seinen größten Feind, den Dämonen Vritra erst erringen, nachdem ihm seine Frau Sachi ein Rakhi-Band umgeknüpft und gesegnet hatte.
- Krishna, erhielt laut dem Epos Mahabharata von Draupadi einen Seidenstreifen, den sie von ihrem Sari abgerissen und um sein Handgelenk gebunden hatte, um das Blut an seinem verletzten Finger zu stillen. Obwohl Draupadi Tochter eines mächtigen Königs war und gemeinsame Gattin von fünf Prinzen, war Krishna der Einzige, auf dessen Hilfe sie letztlich zählen konnte.
- Es wird auch erzählt, Yama, der Herr des Todes, habe mit seiner Schwester Yamuna das Raksha Bandhan Ritual gefeiert. Aus Dankbarkeit und Liebe erklärte Yama daraufhin, dass jener den Tod überwinden werde, der von seiner Schwester ein Rakhi und das Versprechen ihres Schutzes erhalten würde.